# Simon Graves
Simon Graves Jensen (Holstebro, 22 mei 1999) is een Deens voetballer die als verdediger voor PEC Zwolle speelt.

## Carrièrestatistieken
| Seizoen                    | Club            | Land            | Competitie      | Competitie | Competitie | Beker | Beker | Internationaal | Internationaal | Overig | Overig | Totaal | Totaal |
| Seizoen                    | Club            | Land            | Competitie      | Wed.       | Dlp.       | Wed.  | Dlp.  | Wed.           | Dlp.           | Wed.   | Dlp.   | Wed.   | Dlp.   |
| -------------------------- | --------------- | --------------- | --------------- | ---------- | ---------- | ----- | ----- | -------------- | -------------- | ------ | ------ | ------ | ------ |
| 2018/19                    | Randers FC      | Denemarken      | Superligaen     | 4          | 0          | 2     | 0     | –              | –              | 0      | 0      | 6      | 0      |
| 2019/20                    | Randers FC      | Denemarken      | Superligaen     | 9          | 0          | 2     | 0     | –              | –              | 2      | 0      | 13     | 0      |
| 2020/21                    | Randers FC      | Denemarken      | Superligaen     | 25         | 0          | 7     | 0     | –              | –              | 0      | 0      | 32     | 0      |
| 2021/22                    | Randers FC      | Denemarken      | Superligaen     | 21         | 0          | 1     | 0     | 5              | 1              | 0      | 0      | 27     | 1      |
| 2022/23                    | Randers FC      | Denemarken      | Superligaen     | 16         | 1          | 1     | 0     | –              | –              | 0      | 0      | 17     | 0      |
| 2022/23                    | Palermo FC      | Italië          | Serie B         | 5          | 0          | 0     | 0     | –              | –              | 0      | 0      | 5      | 0      |
| 2023/24                    | Palermo FC      | Italië          | Serie B         | 12         | 1          | 0     | 0     | –              | –              | 3      | 1      | 15     | 1      |
| 2024/25                    | Palermo FC      | Italië          | Serie B         | 0          | 0          | 0     | 0     | –              | –              | 0      | 0      | 0      | 0      |
| 2024/25                    | → PEC Zwolle    | Nederland       | Eredivisie      | 27         | 0          | 0     | 0     | –              | –              | –      | –      | 27     | 0      |
| 2025/26                    | PEC Zwolle      | Nederland       | Eredivisie      | 0          | 0          | 0     | 0     | –              | –              | 0      | 0      | 0      | 0      |
| Carrière totaal            | Carrière totaal | Carrière totaal | Carrière totaal | 119        | 2          | 13    | 0     | 5              | 1              | 2      | 0      | 139    | 3      |
| Bijgewerkt tot 27 mei 2025 |                 |                 |                 |            |            |       |       |                |                |        |        |        |        |

## Interlandcarrière

### Denemarken onder 19
Op 16 januari 2018 debuteerde Graves bij het Denemarken –19 in een vriendschappelijke wedstrijd tegen Cyprus –19 (1–0).
| Interlands van Simon Graves | Interlands van Simon Graves | Interlands van Simon Graves | Interlands van Simon Graves | Interlands van Simon Graves | Interlands van Simon Graves |
| №                           | Datum                       | Wedstrijd                   | Uitslag                     | Soort wedstrijd             | Doelpunten                  |
| Als speler bij Randers FC   | Als speler bij Randers FC   | Als speler bij Randers FC   | Als speler bij Randers FC   | Als speler bij Randers FC   | Als speler bij Randers FC   |
| --------------------------- | --------------------------- | --------------------------- | --------------------------- | --------------------------- | --------------------------- |
| 1.                          | 16 januari 2018             | Cyprus – Denemarken         | 0 – 1                       | Vriendschappelijk           | 0                           |
| 2.                          | 18 januari 2018             | Cyprus – Denemarken         | 1 – 1                       | Vriendschappelijk           | 0                           |
| 3.                          | 18 januari 2018             | Litouwen – Denemarken       | 1 – 7                       | Vriendschappelijk           | 0                           |

## Erelijst
Randers FC
| Nationaal           |    |         |
| Deense voetbalbeker | 1x | 2020/21 |